# Tajma (miasto)
Tajma (arab. تيماء) – miasto w Kuwejcie w obwodzie Al Jahra, liczy 48 724 mieszkańców (2005). Ośrodek przemysłu naftowego.